# Kevin Hasson
Kevin J. « Seamus » Hasson est le fondateur et président honoraire de Becket, un cabinet d'avocats d'intérêt général, à but non lucratif, qui représente des personnes de toutes appartenances religieuses. Le Becket Fund est renommé pour avoir représenté avec succès les Petites Sœurs des Pauvres devant la Cour suprême des États-Unis. Le cabinet a également défendu avec succès Hobby Lobby dans l'affaire Burwell c. Hobby Lobby Stores, Inc., dans laquelle la Cour suprême a jugé que les protections prévues par la Loi sur la restauration de la liberté religieuse s'appliquaient aux sociétés privées. Le Becket Fund a également remporté une victoire dans l'affaire EEOC contre Hosanna Tabor, que The Wall Street Journal a qualifiée de l'une des « affaires de liberté religieuse les plus importantes depuis un demi-siècle ».
Avant sa retraite, Hasson a donné des conférences et débattu dans une grande variété d'endroits, notamment à l'Université d'Oxford, au Vatican, à la faculté de droit de Harvard et à la Stanford Law School. Il est titulaire de doctorats honorifiques de plusieurs universités, dont l'Université catholique d'Amérique, l'Université Ave Maria et son alma mater, l'Université de Notre-Dame-du-Lac. Hasson siège actuellement au conseil d'administration de l'Université de Dallas.
Hasson a été cité dans des médias tels que le New York Times, le Washington Post, The Wall Street Journal, The Christian Science Monitor, USA Today et US News & World Report, ainsi que dans des quotidiens régionaux comme le Los Angeles Times, le Chicago Tribune et le Philadelphia Inquirer. Il est apparu dans plusieurs émissions d'information, notamment Today Show, Dateline NBC, Fox & Friends, NPR, CNN et Al-Jazeera. En tant que président du Becket Fund, Hasson a rencontré des dirigeants religieux et internationaux du monde entier, comme le pape Jean-Paul II, le Dalaï Lama et Elie Wiesel.
Avant de fonder le Becket Fund en 1994, Hasson était avocat dans le cabinet Williams & Connolly à Washington D.C., où il se concentrait sur les affaires relatives à la liberté religieuse. De 1986 à 1987, il a travaillé au Bureau du conseiller juridique du Département de la Justice, où il conseillait la Maison-Blanche et les ministères sur les relations entre les Églises et l'État. À ce poste, il a travaillé sous la direction de Samuel Alito .
Hasson a joué un rôle-clé dans la défense du droit de l'Université catholique d'Amérique à prononcer et à appliquer une interdiction imposée par le Vatican interdisant à un professeur d'enseigner la théologie. Il a également défendu l'Église catholique dans l'affaire Abortion Rights Mobilization, Inc. c. United States Catholic Conference, où il a soutenu le droit de l'Église catholique à maintenir son statut d'exonération fiscale tout en enseignant et en revendiquant sa position morale sur l'avortement.
Il est diplômé magna cum laude (français : mention très bien) de la faculté de droit de l'Université de Notre-Dame en 1985. Il détient également une maîtrise en théologie de Notre-Dame. Il est membre du conseil d’administration du Projet d’alphabétisation biblique.

## Récompenses
En 2011, le Centre international d'études juridiques et religieuses, fondé par Cole Durham, et la faculté de droit J. Reuben Clark de l'université Brigham-Young décernent à Hasson le Prix international de la liberté religieuse en reconnaissance de ses contributions exceptionnelles à la promotion et à la préservation de la liberté religieuse.

## Ouvrages
- The Right to Be Wrong: Ending the Culture War Over Religion in America, San Francisco, CA, Encounter Books, 2005  (ISBN 978-1594030833).
- Believers, Thinkers, and Founders: How We Came To Be One Nation Under God, New York, NY, Penguin Random House, 2016 (ASIN B00540P9N4)